# Ла Рота (Пиза)
Ла Рота је насеље у Италији у округу Пиза, региону Тоскана.
Према процени из 2011. у насељу је живело 1754 становника. Насеље се налази на надморској висини од 25 м.